# 私は貝になりたい
『私は貝になりたい』（わたしはかいになりたい）は、ラジオ東京テレビ（KRT→TBS）の「サンヨーテレビ劇場」で1958年10月31日22:00 - 23:40に放送された日本のテレビドラマ。元陸軍中尉・加藤哲太郎の獄中手記「狂える戦犯死刑囚」の遺書部分をもとに創作された橋本忍脚本によるフィクションで、第二次世界大戦中に上官の命令で捕虜を刺殺した理髪店主が戦後B級戦犯として逮捕され処刑されるまでを描く。岡本愛彦演出、フランキー堺主演。第13回文部省芸術祭芸術祭賞（放送部門）受賞作。
1959年・2008年に映画として、1994年にテレビドラマとしてリメイクされた。

## 概要
TBSの前身、ラジオ東京テレビ（KRT）が1958年に制作したテレビドラマである。三洋電機一社提供による単発ドラマ番組「サンヨーテレビ劇場」の一編（第42回）として、1958年10月31日放送。通常は22:00から30分間の放送枠だったが、このドラマでは22:00 - 23:40に拡大された。主演はフランキー堺。テレビ放送黎明期に制作され大きな反響を呼び、ドラマのTBSの礎となった作品として、日本のテレビ史に語り継がれている。
冒頭部分には、実際の極東国際軍事裁判の映像（東條英機元首相に判決が言い渡される様子）が使用されている。

## あらすじ
第二次世界大戦中の1944年。高知県幡多郡清水在住の清水豊松（しみず とよまつ）は、気の弱い平凡な理髪師。理髪店を営んでいたが、戦争の激化によって赤紙が届き、応召することになる。
内地の某部隊に所属した豊松は、厳しい訓練の日々を送る。ある日、撃墜されたB-29の搭乗員が裏山に降下し、「搭乗員を確保、適当（2008年の映画版では「適切」）な処分をせよ」という命令が豊松の中隊に下る。山中探索の結果、虫の息であった搭乗員を発見し、隊長は搭乗員を銃剣で刺殺するよう豊松に命令するが、気の小さい彼には殺すことができず、実際には負傷させただけに終わる。
終戦後、豊松は除隊して帰郷し、理髪店で再び腕を振るっていた。しかしある日、特殊警察が豊松をBC級戦犯として、捕虜殺害容疑で逮捕する。裁判で彼の主張は認められず、死刑を宣告された豊松は、処刑の日を待ちながら「もう人間には二度と生まれてきたくない。こんな酷い目に遭わされるのなら牛や馬の方が良い。いや、牛や馬になってもきっとまた人間に酷い目に遭わされる。いっそのこと深い深い海の底の貝に…。そうだ、貝が良い。どうしても生まれ変わらなければいけないのなら、深い海の底で戦争も兵隊も無い、家族を心配することもない、私は貝になりたい」と遺書を残すのだった。

## 登場人物
- 清水豊松：フランキー堺
- 清水房江：桜むつ子
- 清水健一：平山清
- 敏子（房江の妹）：高田敏江
- 三宅：坂本武
- 竹内：増田順二
- 根本：十朱久雄
- 酒井正吉：垂水悟郎
- 松田老人：有馬是馬
- 客：里木三郎
- 中学生：伊藤正次、伊藤克
- 刑事：梶哲也、永島明
- 近所の人：峰夕美子、安井奈菜、大木弦介
- 参謀：大森義夫
- 司令部担当将校：原保美
- 尾上少佐：恩田清二郎
- 足立少尉：浅野進治郎
- 木村軍曹：清村耕次
- 立石上等兵（下士官）：小松方正
- 滝田二等兵：熊倉一雄
- 大西三郎（同房の死刑囚）：内藤武敏
- 西沢卓次（戦犯被告）：佐野浅夫
- 小宮（教誨師）：河野秋武
- 日系人通訳：田中明夫
- 戦犯：織本順吉、幸田宗丸、神本貞也
- アナウンサー：鶴田全夫
- 判事：ハワード・ラーセン、トマス・マクベイ、ジェームス・ウォーレス、ウォーレン・ミッチェル、ディブ・ヒックラー
- 拘置所長：ドナルド・ウォーレン
- 通訳：N・クラーク
- 検事：ブライアン・ムーア、ハロルド・モス
- MP・警備兵：ジェリー・イトウ、ジョーン・オガート、B・N・リード、ジョージ・ラウリア、ジョーン・キャスグローブ 他
- 三期会、七曜会、生活劇場、土曜会、新演、8プロ、人生派、青俳、バンビ、子鹿 他
- 弁護人：ジョージ・ファーネス[注 4]（特別出演）
- 日高大尉：南原伸二（特別出演）
- 矢野中将（中部軍司令官）：佐分利信（特別出演）

## スタッフ
- 物語・構成：橋本忍
- 題名・遺書：加藤哲太郎
- 音楽：土橋啓二
- 演奏：東京テレビ・オーケストラ
- 技術：高橋和彦
- 装置（美術）：坂上健司
- 演出：岡本愛彦

## 放送
このドラマは、豊松が逮捕される場面までの前半約30分強がVTR（10月26日深夜に収録）、裁判から最後までの後半が生放送で放送された。当時はVTRのコピー編集やテープの手切り編集も出来ない時代であったので、前半の収録は録画状態のVTRを止めること無く、演技を休み無く続けていくいわゆる一発撮りであり、収録過程は生放送と同じであった。
当時の視聴率調査は、年に数回、1週間程度の調査期間を定めて行われるものであったため、このドラマの視聴率は記録に残っていない。ちなみに東京では、ラジオ東京テレビのほかには、NHK・日本テレビが開局したのみであった。
スポンサーCMは、ドラマの本編中には一切挟まずに、本編前後で放映され、本編中には6回の提供クレジットが表示されただけであった。また本編後のサンヨー洗濯機の生CMは当時ラジオ東京アナウンサーであった吉村光夫が担当していた。
この1958年テレビ版は、翻訳されて西ドイツでも放送。海外で放送された初めての日本のテレビドラマとなった。国内ネット局ではラジオ東京のほかに、大阪テレビ放送（現在：朝日放送への統合を経て朝日放送グループホールディングスとして持株会社化）、山陽放送、RKB毎日放送の計4局であった。放送の翌日に開局した静岡放送テレビと、テレビ本放送開始4日前でサービス放送期間中だったラジオ新潟テレビ（現在：新潟放送）は、1958年12月21日のラジオ東京での再放送をマイクロネットし、静岡・新潟両県内に向け放送した。本放送の時点で開局済みだったTBS系列の中部日本放送、北海道放送、信越放送では事実上、日本テレビとのクロスネット、かつ、当時は深夜に準ずる時間帯との理由から放送されていない。

## 映像の現存状況
裁判以降のシーンが生放送という放送形態であったが、1958年に日本国内で導入されたばかりの2インチVTRで、番組の全編が記録されている。この番組全編のVTRは、TBSに現存する最古の番組映像資料として、TBSのアーカイブに保管されている。
全編を収録したテープが存在しているため、何度か再放送されている。
- 1958年12月21日 16:00 - 18:15 ： 芸術祭受賞記念として（静岡放送テレビ、ラジオ新潟テレビでマイクロネット）[注 5]
- 1959年12月26日 15:50 - 17:30 ： 橋本脚本・岡本演出の「いろはにほへと」芸術祭大賞受賞記念として
- 1975年4月5日 24:00（4月6日0:00）： TBS開局20周年「芸術祭受賞ドラマシリーズ」として
- 1983年1月31日： NHKにて、テレビ放送30年を記念した特別番組「ドキュメンタリー ブラウン管の一万日～テレビは何を映してきたか～」第1部の中で放送[6]（番組内のスポンサー部分のテロップは"コマーシャル"のロゴでマスキングされた）
- 1991年10月12日 12:00： TBS開局40周年記念の特別企画「テレビ名作シリーズ」として
- 1996年6月15日 15:30 ： フランキー堺の追悼番組として

そのほか、TBSチャンネルでも年に1回 - 3回のペースで、1994年版とともに再放送が実施されている。
初の放送からちょうど50年を迎える2008年10月31日には、DVD化されて発売、初のソフト化となった。
これらの映像は本放送時と異なり、スタッフクレジットの「原作」の部分に橋本・加藤、両者の名が併記されており、本編中に提供クレジットの表示がない。また、製作著作のクレジットは「TBS」（1961年 - 1991年に使用された2代目略称ロゴ）に差し替えられているが、理由については、以下の「裁判」の項を参照。
また、横浜の放送ライブラリーでは、1994年版とともに保管されており（DVDおよびビデオ・オン・デマンド形式）、無料で閲覧することができる。ここに保管されているオリジナル版では、TBSチャンネルの再放送およびDVD収録の映像とは異なり、本編中に提供クレジットが表示されている。製作著作のクレジットについては、こちらも「TBS」に差し替えられている。この他、Paravi（U-NEXT）による動画配信（有料）も行われている。

## 裁判
劇中の主人公の遺書が、元陸軍中尉で自らも戦犯として裁判を受けた加藤哲太郎の手記「狂える戦犯死刑囚」 の遺言内容と酷似していた。それを友人から伝え聞いた加藤は、ドラマの脚本を執筆した橋本に対して自分の原作権を認めるよう求めたが、橋本はこれを拒否。そこで加藤は、ドラマの映画化（1959年版）が決まった際、配給元の東宝と、自分が原作者としてクレジットされることを条件に契約し、橋本もこれを受諾した。
ところがラジオ東京テレビ（2013年、現在：TBS）がクレジットを改めずにまたドラマを再放送したため、加藤は当時のラジオ東京テレビと橋本を著作権法違反で告訴した。この裁判で の結果、加藤の訴えは認められた。そのため2013年現在では題名および遺書の原作者として「加藤哲太郎」の名がクレジットされるようになっている。なお、加藤自身も主人公同様に戦犯として巣鴨プリズンに勾留、死刑判決を受けているが、後に再審の末、減刑されて釈放されている。
のちに中野昭夫がドラマの原案者は自分であるとして、橋本を相次いで訴えた。しかし、1975年（昭和50年）に東京地方裁判所で敗訴した損害賠償などの請求をはじめ、ことごとく敗れている。

## 「狂える戦犯死刑囚」との異同
以下は、加藤が志村郁夫名義で『あれから七年――学徒戦犯の獄中からの手紙』（1953年、飯塚浩二編、光文社）に寄稿した「狂える戦犯死刑囚」の一部である。ドラマで削除された部分は、変更された部分は下線で示す。ただし、漢字やカタカナの使い分けなど、細かい異同は除いた。また、この手記での遺書は衛生兵であった赤木曹長のもの、という設定（モデルはいたが、ぼかしてフィクション仕立てにしたもの）になっており、一介の二等兵であった豊松の設定と異なる。現実には、二等兵で死刑が執行された戦犯はいないとされる。

## リメイク作品
1959年・2008年には劇場版が制作・公開されている。劇場版は1959年版が1958年版ドラマに引き続きフランキー堺、2008年版は中居正広がそれぞれ主役を務めた。映画の配給はいずれも東宝。また、1994年にはTBSにて所ジョージ主演でテレビドラマとしてリメイクされた。
本作品のリメイク作品以外に、加藤の著書「私は貝になりたい あるBC級戦犯の叫び」を原作として、実話に基づき敗戦後の逃亡生活や投獄など加藤の激動の人生を描いたテレビドラマ「真実の手記 BC級戦犯加藤哲太郎 私は貝になりたい」が2007年に日本テレビで放映された。同じ題名だが本項の作品とは別物である。

### 映画

#### 1959年版
東宝の製作・配給により、1959年4月12日より映画版が公開された。モノクロ・東宝スコープ。上映時間は113分。橋本忍の初監督作品である。
キャスト
- 清水豊松：フランキー堺
- 清水房江：新珠三千代
- 清水健一：我修院達也
- 敏子（房江の妹）：水野久美
- 小宮：笠智衆
- 大西三郎：中丸忠雄
- 矢野中将：藤田進
- 尾上中佐：笈川武夫
- 日高大尉：南原伸二
- 足立少尉：藤原釜足
- 木村軍曹：稲葉義男
- 立石上等兵：小池朝雄
- 滝田上等兵：佐田豊
- 参謀：平田昭彦
- 酒田正士：藤木悠
- 西沢卓次（死刑囚）：清水一郎
- 竹内（町役場職員）：加東大介
- 三宅（郵便局長）：織田政雄
- 根本（薬屋・町内会長）：多々良純
- 山口：桜井巨郎
- 田代：加藤和夫
- 河原：坪野鎌之
- 松田老人：榊田敬二
- 理髪店の客：沢村いき雄
- 運転手：堺左千夫
- 清水の弁護人：ジョージ・A・ファーネス

スタッフ
- 監督・脚本：橋本忍
- 製作：藤本真澄、三輪礼二
- 原作：橋本忍、加藤哲太郎
- 撮影：中井朝一
- 美術：村木与四郎
- 音楽：佐藤勝

作品解説
映画化にあたって、橋本自ら脚本に部分的な加筆を行なっており、これ以降のリメイクも、（橋本が脚本の改訂を行なった2008年版の映画も含め）この1959年版の映画をベースにしたものとなっている。フランキー堺以外のキャストは、前年のテレビドラマ版から、その大部分が変更となった。同時上映は「おしゃべり奥様」（原作：土岐雄三、監督：青柳信雄、主演：中村メイコ）だが、4月19日からは「孫悟空」（監督：山本嘉次郎、主演：三木のり平）との2本立てに代わった。

ソフト
VHSでソフト化されたが、こちらは廃盤。2008年には、リメイク映画版が公開されるのに合わせてDVD化、10月24日にリリースされた（付属リーフレットに、橋本忍書き下ろし「秋晴れの運動会」 を収録）。

#### 2008年版
1959年版と同じく東宝の配給により、2008年11月22日公開。製作委員会にJNN全28社が参加した最初の映画作品。主演は中居正広。
2012年8月15日、TBS系列で地上波初放送された。また、2014年7月26日にはBS-TBSで放送された。TBSチャンネルでもドラマの1958年版･1994年版と合わせて放送された。
映画あらすじ
第二次世界大戦末期の1944年、清水豊松は小さな理髪店を営み、妻の房江や幼い息子の健一と仲良く暮らしていた。貧しい家に生まれた豊松は小学校を出ると理髪店に奉公に出され、技術を修得しながら大人になった。しかし、別の店で働く女性理容師の房江に恋をして妊娠させ、房江ともどもクビになる豊松。実家にも帰りにくい2人は、高知県の南の端の街に辿り着き、小さな理髪店を開いた。5年間も苦労してようやく生活が安定して来た時に、徴兵される豊松。 
兵庫県の部隊に配属され、厳しい訓練を受ける豊松。左足を引きずる障害がある上に、物覚えの悪い兵を庇って自分も軟弱な振りをした豊松は、教官の上等兵に目を付けられ殴られる回数を増やすばかりだった。
大規模な空襲を行ったB29のうち一機が付近の大北山に墜落し、米兵がパラシュートで脱出した。米兵の捜索を命じられ、2名を生きたまま捕える豊松の部隊。隊長はその場での処刑を命じ、上等兵は豊松に米兵を銃剣で突く役目を負わせた。 
日本の敗戦により、家族の元に帰り、理容店の仕事に励む豊松。妻の房江が二人目の子供を妊娠した頃、豊松はMPに逮捕された。大北山での残虐行為によって裁判で絞首刑を宣告され、BC級戦犯として巣鴨プリズンに収監される豊松。豊松に命令を下した上等兵は重労働の刑で命は助かった。 
死刑執行のために囚人が別の棟に移される木曜日の朝、死刑囚収容棟には読経を唱える囚人たちの声が響き渡った。房江が女の子を生んでも会うことも出来ない豊松だが、命令を実行しただけの彼は再審請求によって減刑されると信じ続け、死刑判決を妻にも知らせていなかった。 
豊松が所属した部隊の司令官である矢野中将も、「大北山事件」によって同じ死刑囚収容棟に収監されていた。二等兵の豊松に謝罪し、自分の再審請求は部下の減刑のためであり、自分一人が死ぬべきだと話す矢野中将。そんな中将の伸びた髪を切り、親しくなる豊松。 
豊松が逮捕されて一年以上もたった頃、妻の房江は、巣鴨プリズンの教誨師である小宮からの手紙で、夫の死刑が確定している事を知った。東京の池袋まで2人の幼子を連れて3日がかりで面会に行く房江。豊松は、同房で英語の得意な西沢にトルーマン大統領宛ての嘆願書を書いて貰うと希望を明かした。 
嘆願書には署名を200人分も添えられれば最強だと知る房江。だが、BC級の戦犯は残虐行為を行ったと嫌われており、それほど多くの署名を集められる者はいなかった。それでも、遠い村までツテを頼って歩き回る房江。断られても何度でも頼んで回り、房江は遂に200人分の署名を集め切った。 
矢野中将の処刑以来、巣鴨プリズンでは絞首刑の執行が止まっていた。処刑者が別棟に移される木曜の朝になっても、読経を唱える囚人の声は聞かれず、釈放後の事を話すようになる豊松や西沢。別棟に移るよう言い渡された豊松は、減刑が決まり雑居房に移動するのだと歓喜した。しかし、所長から絞首刑を宣告される豊松。
刑が執行される真夜中の零時までに、家族への手紙を書くよう薦める教誨師の小宮。豊松は、人間には生まれ変わりたくない。こき使われる牛馬も嫌だ。戦争のない深い海の底の貝になりたいと書き残し、死んで行った。 
死刑執行の日の朝が明け、何も知らずに店を開ける房江。近くに新しい理髪店が出来て不安もあるが、豊松さえ帰って来ればと希望を持つ房江だった。

キャスト
- 清水豊松：中居正広
- 清水房江：仲間由紀恵
- 清水健一：加藤翼
- 清水直子：西乃ノ和
- 敏子：柴本幸
- 根本：西村雅彦
- 三宅：平田満
- 酒井正吉（豊松の友人）：マギー
- 竹内：武田鉄矢
- 松田（老人）：織本順吉
- 尾上（中佐）：伊武雅刀
- 足立（少尉）：名高達男
- 木村（軍曹）：武野功雄
- 立石（上等兵）：六平直政
- 滝田（二等兵）：荒川良々
- 刑事（豊松を戦犯として連行する刑事）：金田明夫
- 山口（戦犯：元新聞記者）：山崎銀之丞
- 通訳（法廷での米軍通訳）：浅野和之
- 列車の車掌：小林隆
- 折田俊夫：梶原善
- 折田の嫁：中島ひろ子
- 折田の母：泉ピン子
- 日高（大尉）：片岡愛之助
- 大西三郎：草彅剛
- 西沢卓次：笑福亭鶴瓶
- 小宮（教誨師）：上川隆也
- 矢野（中将）：石坂浩二

スタッフ
- 監督：福澤克雄
- プロデュース：瀬戸口克陽
- エクゼクティブプロデューサー：濱名一哉
- プロデューサー：東信弘、和田倉和利
- 原作（遺書・題名）：加藤哲太郎
- 脚本：橋本忍
- 音楽：久石譲
- 主題歌：Mr.Children「花の匂い」（トイズファクトリー）
- 撮影：松島孝助
- 照明：木村太朗
- 録音：武進
- 美術：清水剛
- 編集：阿部亙英
- 特撮監督：尾上克郎
- 衣装デザイナー：黒澤和子
- 題字：原田圭泉
- 製作：「私は貝になりたい」製作委員会（TBS、東宝、J-dream、博報堂DYメディアパートナーズ、朝日新聞社、プロダクション尾木、CBC、TBSラジオ、MBS、RKB、HBC他JNN全28社、BS-i、TOKYO FM）

作品解説
製作費は11億円。この映画化に際して、基本的にシナリオを書き直さない信念を持っている橋本は唯一書き直したい作品であったと語り、自身では初めて脚本の改訂を行った。また、福澤克雄にとっては映画初監督作品となる。
橋本が脚本の改訂に踏み切った背景の一つには、生前にこの作品の脚本を見た黒澤明が、「橋本よ、これじゃあ貝になれないんじゃないか?」と感想を述べたからだという。同志であるからこそ率直な意見を述べたであろう黒澤がどの部分を問題視したかは不明だが、後述の通りこの作品の脚本をめぐっては、幾多の裁判などの末、リメイク版テレビドラマの制作された1994年までに、権利者は橋本と加藤哲太郎（題名および遺書の原作者）でようやく確定した経緯もあり、加藤をはじめとする関係者の神経を逆撫でしかねない黒澤の発言に、橋本は長年悩まされていたとも言える。
主なロケ地は島根県西ノ島町（国賀海岸など）・奥出雲町。また、清水理髪店のある商店街や巣鴨プリズンや池袋駅前の闇市の風景などは緑山スタジオ・シティ（神奈川県横浜市青葉区）内にオープンセットを作って撮影された。

プロモーション
丸刈りにすればBouz割引が適用され、1000円で鑑賞可能となった。これは、出征を前に丸刈りにする場面があることから来ている。

テレビ放映
2012年8月15日には、かつてテレビドラマ版を2本制作したTBS系列「水曜プレミアシネマ」で、地上波初放送となった。
備考
中居・仲間は2006年のNHK「第57回NHK紅白歌合戦」で両組司会コンビを組んでいる。
本作品公開直後である2008年の「第59回NHK紅白歌合戦」でもこの2人が両組司会を担当、11月24日に行われた司会発表会見で中居は「この“夫婦”で、夫婦ゲンカじゃないですが、頑張っていきたい」「勘違いしないでほしいんですけど、映画の宣伝でも何でもございません」と語り、記者たちを笑わせた。また、本作品のPR活動（映画関連のイベントや民放番組への出演）で2人のスケジュールが中々合わなかったため、発表が例年より遅いこの日となった。
第59回の前半のラストでは中居・仲間が、本作品の音楽を担当した久石のピアノ演奏に合わせて平和へのメッセージを述べ、秋川雅史の「千の風になって」の歌唱に繋げた。
なお、第59回の放送後に本作の観客が急増する現象が発生しており、『サンケイスポーツ』2009年1月6日付はこれを「紅白効果」と報じた。

### テレビドラマ

#### 1994年版
TBS放送センター（ビッグハット）完成記念として、1994年10月31日21:00 - 23:24にリメイク版を放送。山泉脩演出、橋本忍脚本、浅生憲章プロデュース、所ジョージ主演。
第43回日本民間放送連盟賞ドラマ番組部門優秀、第21回放送文化基金賞ドラマ番組部門奨励賞、第34回日本テレビ技術協会賞（照明）を受賞した。
ドラマの冒頭では、湾岸戦争やベトナム戦争、朝鮮戦争など日本の戦後に起こった世界各国の実際の戦争の映像が映し出され、ドラマの随所では真珠湾攻撃に東京大空襲、広島市への原爆投下などの実際の映像が放映された。
なお主演の所はこの11年前、サントリー缶ビールのCMで「私は、缶ビールになりたーい!」とナレーションしている。
キャスト
- 清水豊松：所ジョージ
- 清水房江：田中美佐子
- 清水健一：長沼達矢
- 房江の妹：瀬戸朝香
- 矢野中将：津川雅彦
- 尾上中佐：室田日出男
- 日高大尉：春田純一
- 足立少尉：すまけい
- 木村軍曹：小宮健吾
- 立石上等兵：竹田高利
- 滝田二等兵：桜金造
- 同房の死刑囚：柳葉敏郎
- 教誨師：渡瀬恒彦
- 通訳：段田安則
- 矢崎滋
- 石倉三郎
- 杉本哲太
- 小林勝也
- 森本レオ
- 三木のり平
- 小坂一也
- 寺田農
- 尾藤イサオ
- ラサール石井
- 小池雄介
- 松永邦久
- 樋浦勉
- 南雲勇助
- リチャード・フリーマン
- クレイグ・フレイザー
- ダニエル・レットン
- ブレッド・コールマン
- ロナルド

スタッフ
- 遺書・原作・題名：加藤哲太郎
- 脚本：橋本忍
- 音楽：小椋佳、川辺真
- 技術：大場俊
- カメラ：関巧
- 映像：浅利敏夫
- カメラ助手：小林純一
- 音声：山田紀夫、中前哲夫、小高康太郎
- 照明：米山晃、松本修一、堀口敦生、石川博章
- 編集：山下雅史
- 音響効果：西村喜雄
- 美術プロデューサー：石本富雄
- 美術デザイン：竹内誠二、村上仁之
- 美術制作：島田孝のぞみ
- 装置：三木憲一、鈴木勲
- 装飾：中川昌平、片岸雅浩
- コスチューム：武内修、相川直三
- ヘアーメイク：伊東亜紀子、中田マリ子、谷口恵美子
- 持道具：市口正明
- 建具：樋口一夫
- 植木装飾：菊地起矢
- タイトル：仲野美代子
- 特殊効果：高橋レーシング
- エキストラ：芸プロ
- 特殊機材：NK特機
- 劇用車：サンオフィス
- 理容機器：盛岡・名久井、日理
- 構成：樋口祐三、成合由香
- 番組宣伝：反町浩之
- スチール：加藤徹
- 考証：茶園義男
- 資料提供：内海不二子
- 軍事指導：矢島玖琅
- 資料：織田文二
- 方言指導：渡部猛、松田真知子
- 制作参考資料：「あれから七年」「壁あつき部屋」「世紀の遺書」「戦争裁判・処刑者一千」「日本占領 スガモプリズン資料」
- 制作協力：橋本信吾
- 音楽協力：日音
- プロデューサー：浅生憲章
- 演出：山泉脩
- 制作著作：TBS

主題歌
- 小椋佳「藍色の時」

音楽監督
- 小椋佳

放送
- 前述のとおり、横浜の放送ライブラリーでも無料で閲覧可能である。TBSチャンネルでも、オリジナル版とともに再放送されている。
- 平均視聴率は18.2%（関東地区ビデオリサーチ）だった。
- ドラマの舞台となる高知県のJNN系列であるテレビ高知（KUTV）が制作協力に関った。
- 1958年版は全編スタジオ撮影だったが、1994年版は撮影技術の変化などから、高知県を中心としたロケ撮影も行われた。

反響
リメイク版の提供スポンサーには、オリジナル版の単独スポンサーだった三洋電機がクレジットされていたが、当時三洋電機のCMに、所がコミカルな調子で出演していたため、放送中に「ドラマ本編とのギャップが激しすぎる」という苦情の電話がテレビ局に殺到した。また、清水豊松は1958年版では標準語で喋っているが、1994年版では土佐弁で喋っている。

ソフト
放送後にはビクターエンタテインメントにてビデオソフト化され、発売された（2015年現在、DVDなどのビデオディスク化はされていない）。